# Чарльз Мангер
Чарльз Мангер (англ. Charlie Munger; *1 січня 1924, Омаха, Небраска — 28 листопада 2023, Каліфорнія) — американський адвокат, відомий економіст і професійний інвестор.
У рейтингу журналу Forbes в 2015 році його статки оцінюються в $ 1,3 млрд.

## Біографія
Чарльз Мангер, син адвоката і онук федерального судді, вивчав математику і фізику в Мічиганському університеті. Під час Другої світової війни служив метеорологом на Алясці. Після війни, в 1948 році, закінчив Гарвардську школу права і почав успішну юридичну практику в Лос-Анджелесі.
У 1962 році Мангер заснував своє інвестиційне товариство багато в чому схоже на товариство Баффета. Він інвестував переважно в акції, які котирувалися на біржі з великим дисконтом до їх «справедливої вартості». З 1962 по 1975 рік товариство Мангера давало 19,8 % в рік, що практично в чотири рази перевищувало показники по ринку.
У 1976 році відбулося злиття Berkshire і Blue Chip Stamps, де Мангер зайняв пост віце-голови ради директорів.
Чарльз Мангер продовжував займати пост віце-голови ради директорів компанії Berkshire Hathaway. Раніше Мангер також виконував обов'язки голови ради директорів Wesco Financial, яка на 80 % належала Berkshire і володіла акціями тих же компаній, а потім в 2011 році була повністю поглинута Berkshire Hathaway.

## Цікаві факти

### Знайомство з Баффеттом
Незважаючи на те що Воррен Баффет і Мангер виросли в Омасі і мали багато спільних знайомих, вони не зустрічалися до 1959 року. Доктор Девіс вирішив, що настав час познайомити цих двох молодих людей, і запросив їх обох на вечерю в місцевому ресторані. Після першої зустрічі вони почали тісно спілкуватися, причому Баффет переконував Мангера кинути юридичну практику і зайнятися інвестиційною діяльністю.

## Теорія
- Діяльність Чарльза була живим втіленням якісного підходу до інвестицій, пропагованої Філіпом Фішером. З самого початку Мангер повністю визнавав цінність компаній з хорошими якісними характеристиками і вважав за доцільне платити за такі компанії справедливу ціну.
- «Психологія помилкових суджень», Мангер зробив невід'ємною частиною прийняття рішень.